# Związek gmin Neulingen
Związek gmin Neulingen – związek gmin (niem. Gemeindeverwaltungsverband) w Niemczech, w kraju związkowym Badenia-Wirtembergia, w rejencji Karlsruhe, w regionie Nordschwarzwald, w powiecie Enz. Siedziba związku znajduje się w miejscowości Neulingen, przewodniczącym jego jest Michael Schmidt.
Związek zrzesza trzy gminy wiejskie:
- Kieselbronn, 2 990 mieszkańców, 8,63 km²
- Neulingen, 6 615 mieszkańców, 23,20 km²
- Ölbronn-Dürrn, 3 429 mieszkańców, 15,64 km²